# قهرمانی کشتی جهان ۲۰۰۱
قهرمانی کشتی جهان ۲۰۰۱ پنجاه و سومین دوره از رقابت‌های قهرمانی جهان می‌باشد که در بخش آزاد مردان و آزاد زنان در شهر صوفیه، بلغارستان و در بخش فرنگی مردان در شهر پاتراس، یونان برگزار گردید.

## جدول مدال‌ها
| رتبه            | کشور                | طلا | نقره | برنز | مجموع |
| --------------- | ------------------- | --- | ---- | ---- | ----- |
| ۱               | روسیه               | ۵   | ۳    | ۱    | ۹     |
| ۲               | بلغارستان           | ۲   | ۱    | ۰    | ۳     |
| ۲               | کانادا              | ۲   | ۱    | ۰    | ۳     |
| ۴               | ژاپن                | ۲   | ۰    | ۰    | ۲     |
| ۵               | ایالات متحده آمریکا | ۱   | ۵    | ۱    | ۷     |
| ۶               | ایران               | ۱   | ۳    | ۰    | ۴     |
| ۷               | کوبا                | ۱   | ۱    | ۴    | ۶     |
| ۸               | چین                 | ۱   | ۱    | ۱    | ۳     |
| ۹               | ارمنستان            | ۱   | ۱    | ۰    | ۲     |
| ۹               | ازبکستان            | ۱   | ۱    | ۰    | ۲     |
| ۱۱              | اوکراین             | ۱   | ۰    | ۵    | ۶     |
| ۱۲              | گرجستان             | ۱   | ۰    | ۱    | ۲     |
| ۱۳              | بلاروس              | ۱   | ۰    | ۰    | ۱     |
| ۱۳              | سوئد                | ۱   | ۰    | ۰    | ۱     |
| ۱۳              | لهستان              | ۱   | ۰    | ۰    | ۱     |
| ۱۶              | کرهٔ جنوبی           | ۰   | ۲    | ۲    | ۴     |
| ۱۷              | ایتالیا             | ۰   | ۱    | ۰    | ۱     |
| ۱۷              | مجارستان            | ۰   | ۱    | ۰    | ۱     |
| ۱۷              | مغولستان            | ۰   | ۱    | ۰    | ۱     |
| ۲۰              | آلمان               | ۰   | ۰    | ۳    | ۳     |
| ۲۱              | اسرائیل             | ۰   | ۰    | ۱    | ۱     |
| ۲۱              | ترکیه               | ۰   | ۰    | ۱    | ۱     |
| ۲۱              | نروژ                | ۰   | ۰    | ۱    | ۱     |
| ۲۱              | یونان               | ۰   | ۰    | ۱    | ۱     |
| مجموع (۲۴ کشور) | مجموع (۲۴ کشور)     | ۲۲  | ۲۲   | ۲۲   | ۶۶    |

## رده‌بندی تیمی
| رتبه | آزاد مردان          | آزاد مردان | فرنگی مردان         | فرنگی مردان | آزاد زنان           | آزاد زنان |
| رتبه | تیم                 | امتیازات   | تیم                 | امتیازات    | تیم                 | امتیازات  |
| ---- | ------------------- | ---------- | ------------------- | ----------- | ------------------- | --------- |
| ۱    | روسیه               | ۵۱         | کوبا                | ۵۴          | چین                 | ۳۶        |
| ۲    | بلغارستان           | ۴۶         | روسیه               | ۳۸          | ژاپن                | ۳۳        |
| ۳    | ایران               | ۳۷         | ایالات متحده آمریکا | ۳۳          | اوکراین             | ۳۳        |
| ۴    | گرجستان             | ۳۱         | سوئد                | ۲۶          | آلمان               | ۳۱        |
| ۵    | ایالات متحده آمریکا | ۲۸         | ایران               | ۲۴          | کانادا              | ۳۰        |
| ۶    | ترکیه               | ۲۷         | کرهٔ جنوبی           | ۲۴          | روسیه               | ۲۵        |
| ۷    | کوبا                | ۲۵         | مجارستان            | ۲۴          | ایالات متحده آمریکا | ۲۴        |
| ۸    | اوکراین             | ۲۳         | اوکراین             | ۲۳          | لهستان              | ۱۷        |
| ۹    | ازبکستان            | ۲۱         | ارمنستان            | ۱۹          | فرانسه              | ۱۴        |
| ۱۰   | کرهٔ جنوبی           | ۱۹         | ازبکستان            | ۱۸          | بلاروس              | ۱۳        |

## خلاصه مدال‌ها

### آزاد مردان
| رویداد | طلا                         | نقره                               | برنز                             |
| ۵۴ ک‌گ  | هرمان کونتیف · بلاروس       | بابک نورزاد · ایران                | الکساندر کانتویف · روسیه         |
| ۵۸ ک‌گ  | گویوی سیسااوری · کانادا     | اویونبیلگین پوروباتار · مغولستان   | داویت بوغوسیان · گرجستان         |
| ۶۳ ک‌گ  | سرافیم بارزاکوف · بلغارستان | علیرضا دبیر · ایران                | البروس تدیف · اوکراین            |
| ۶۹ ک‌گ  | نیکولای پاسلار · بلغارستان  | امیر توکلیان · ایران               | جانگ جائه-سونگ · کرهٔ جنوبی       |
| ۷۶ ک‌گ  | بووایسار سایتیف · روسیه     | مون اویی-جائه · کرهٔ جنوبی          | جو ویلیامز · ایالات متحده آمریکا |
| ۸۵ ک‌گ  | حاجی‌مراد محمدف · روسیه      | براندون اگوم · ایالات متحده آمریکا | یوئل رومرو · کوبا                |
| ۹۷ ک‌گ  | گئورگی گوگشلیدزه · روسیه    | کراسیمیر کوچف · بلغارستان          | وادیم تاسویف · اوکراین           |
| ۱۳۰ ک‌گ | دیوید موسلبز · روسیه        | آرتور تایمازوف · ازبکستان          | الکسیس رودریگز · کوبا            |

### فرنگی مردان
| رویداد | طلا                                | نقره                                | برنز                      |
| ۵۴ ک‌گ  | حسن رنگرز · ایران                  | براندون پلسون · ایالات متحده آمریکا | لازارو ریواس · کوبا       |
| ۵۸ ک‌گ  | دلشاد آریپوف · ازبکستان            | کارن مناتساکانیان · ارمنستان        | روبرتو مونزون · کوبا      |
| ۶۳ ک‌گ  | واقیناک گالستیان · ارمنستان        | کیم این-سوب · کرهٔ جنوبی             | مایکل بیلین · اسرائیل     |
| ۶۹ ک‌گ  | فیلیبرتو آسکوی · کوبا              | الکسی گلوشکوف · روسیه               | رستم آجی · اوکراین        |
| ۷۶ ک‌گ  | آرا آبراهامیان · سوئد              | الکسی میشین · روسیه                 | کیم جین سو · کرهٔ جنوبی    |
| ۸۵ ک‌گ  | مؤخران واختانگادزه · گرجستان       | مت لیندلند · ایالات متحده آمریکا    | الکساندر درگان · اوکراین  |
| ۹۷ ک‌گ  | الکساندر برزوچکین · روسیه          | ارنستو پنیا · کوبا                  | محمد اوزل · ترکیه         |
| ۱۳۰ ک‌گ | رولون گاردنر · ایالات متحده آمریکا | میهای دیک-باردوس · مجارستان         | سنوفون کوتسیومپاس · یونان |

### آزاد زنان
| رویداد | طلا                               | نقره                                   | برنز                       |
| ۴۶ ک‌گ  | ایرینا مرلنی · اوکراین            | کارول هوین · کانادا                    | بریگیته واگنر · آلمان      |
| ۵۱ ک‌گ  | هیتومی اوبارا · ژاپن              | Stephanie Murata · ایالات متحده آمریکا | Gao Yanzhi · چین           |
| ۵۶ ک‌گ  | Seiko Yamamoto · ژاپن             | لوبوف وولوسووا · روسیه                 | Tetyana Lazareva · اوکراین |
| ۶۲ ک‌گ  | Meng Lili · چین                   | دیلتا جامپیکولو · ایتالیا              | لنه آنس · نروژ             |
| ۶۸ ک‌گ  | کریستین نوردهاگن ویرلینگ · کانادا | توکارا مونتگومری · ایالات متحده آمریکا | Anita Schätzle · آلمان     |
| ۷۵ ک‌گ  | Edyta Witkowska · لهستان          | Ma Bailing · چین                       | Nina Englich · آلمان       |